# Садан (станция метро)
«Садан» (кор. 사당역) — пересадочная станция Сеульского метро на Второй и Четвёртой линиях, представленная подземными станциями. Она представлена двумя боковыми платформами на Второй линии и одной островной — Четвёртой. Станция обслуживается транспортной корпорацией Сеул Метро. Расположена в квартале Садан-дон района Тонджакку города Сеул (Республика Корея). На станции установлены платформенные раздвижные двери.
Пассажиропоток — на 2 линии 94 735 чел/день, на 4 линии 58 545 чел/день (на январь-декабрь 2012 года).
Станция на 2 линии была открыта 12 декабря 1983 года, на 4 линии —  23 декабря 1985 года.
Открытие станции было совмещено с открытием участка Четвёртой линии Ису (Университет Чхонъсхин)—Садан длиной 1,1 км и только этой станции.